# Snow White: A Tale of Terror
Snow White: A Tale of Terror (titulada Blancanieves, un cuento de terror en España y Blanca Nieves en el bosque negro en Hispanoamérica), es una película de terror y de fantasía de 1997, hecha para la televisión, y basada en el cuento de Blancanieves de los Hermanos Grimm. Fue hecha por Interscope Communications y por PolyGram Filmed Entertainment y dirigida por Michael Cohn.

## Argumento
Cuando la joven madre de Lilliana muere durante el parto, su padre repentinamente se vuelve a casar con la bella y vanidosa bruja y hechicera Lady Claudia, pero la aparente y buena apariencia de Claudia es sólo eso: pura apariencia lejos de la realidad. Su objetivo es dar a luz su propio hijo y convertirse en la malvada reina Claudia con la ayuda del maléfico espejo mágico. El intento fallido de asesinar a Lilliana deja a la joven perdida en el oscuro bosque donde conocerá a siete enanitos que la protegerán de la malvada reina Claudia.

## Elenco
- Sam Neill como Lord Frederick Hoffman.
- Taryn Davis como Lilliana (Lilli) Hoffman niña.
- Monica Keena como Lilliana (Lilli) Hoffman adolescente.
- Joanna Roth como Lady Lilliana Hoffman.
- Sigourney Weaver como Lady Claudia Hoffman.
- Gil Bellows como Will.
- David Conrad como el Doctor Peter Gutenberg.
- Frances Cuka como Nannau.
- Chris Bauer como Conrad.
- Brian Glover como Lars.
- Andrew Tiernan como Scar.
- Anthony Brophy como Rolf.
- Brian Pringle como Padre Gilbert.
- Miroslav Taborsky como Gustav.
- Dale Wyatt como la sirvienta Elsa.
- John Edward Allen como Bart.

## Recepción crítica
Snow White: A Tale of Terror recibió críticas mayormente negativas. En el agregador de reseñas web Rotten Tomatoes, se le asignó un porcentaje de 55% de aprobación, basado en once reseñas, y un 57% por parte de la audiencia.